# Lista locurilor din Cluj-Napoca

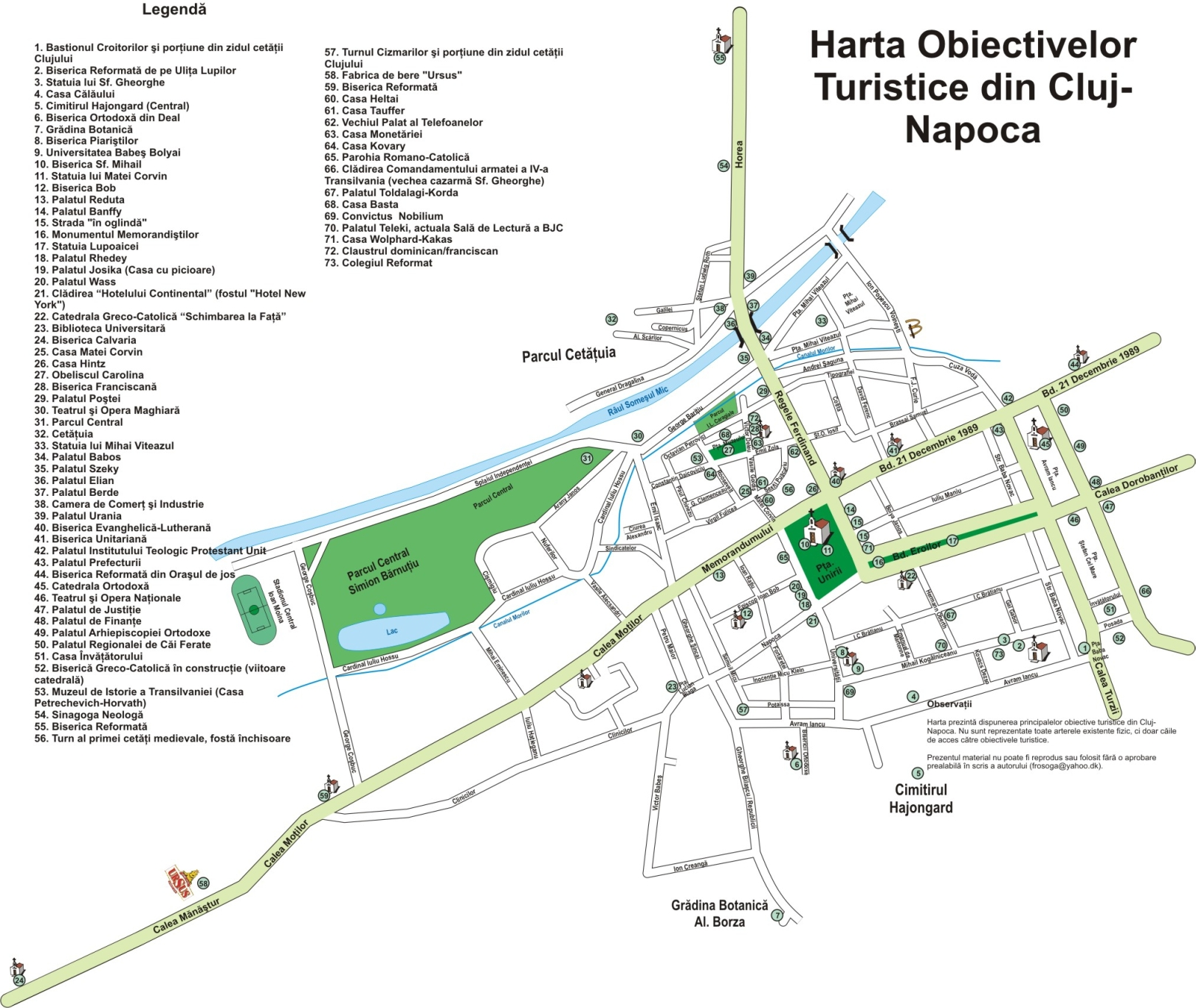
Harta obiectivelor turistice din Cluj-Napoca

Această listă prezintă cele mai importante locuri din Cluj-Napoca.

## Case și conace
- Casa Argintarului
- Casa Báthory-Apor
- Casa Benkő
- Casa Bolyai
- Casa Filstich-Kemény
- Casa Heltai
- Casa Hintz
- Casa Învățătorului
- Casa Kendeffy
- Casa Kovary
- Casa Matia
- Casa Mikes
- Casa Monetăriei
- Casa Petrechevich-Horvath
- Casa Piuariu-Molnar
- Casa Schleunig
- Casa Tauffer
- Casa Wolphard-Kakas
- Casa Zeyk

## Cimitire
- Cimitirul Crișan
- Cimitirul Hajongard, supranumit „Panteonul Transilvaniei”
- Cimitirul Israelit
- Cimitirul Lombului
- Cimitirul Mănăștur
- Cimitirul Militar

## Cinematografe
- Cinema Dacia
- Cinema ARTA (Cinema ARTA)
- Cinema City (Iulius Mall)
- Cinema Florin Piersic
- Cinema Mărăști
- Cinema Victoria
- Odeon Multiplex (Polus Center)

## Clădiri culturale
- Academia de Muzică „Gheorghe Dima”
- Biblioteca Centrală Universitară „Lucian Blaga”
- Casa Universitarilor
- Centrul de Artă și Cultură Japoneză
- Centrul Cultural German
- Fabrica de Pensule
- Filarmonica de Stat „Transilvania”
- Institutul de Arheologie și Istoria Artei
- Institutul de Istorie „George Barițiu”
- Institutul de Iudaistică și Istorie Evreiască „Dr. Moshe Carmilly”
- Institutul de Lingvistică și Istorie Literară „Sextil Pușcariu”
- Institutul Teologic Protestant
- Opera Maghiară de Stat
- Opera Română
- Teatrul Maghiar de Stat
- Teatrul Național „Lucian Blaga”
- Universitatea de Artă și Design
- Universitatea Babeș-Bolyai
- Universitatea de Medicină și Farmacie „Iuliu Hațieganu”
- Universitatea Sapientia
- Universitatea de Științe Agricole și Medicină Veterinară
- Universitatea Tehnică

## Clădiri istorice
- Bastionul Croitorilor
- Camera de Comerț și Industrie
- Casa Piariștilor
- Claustrul dominican-franciscan
- Clădirea fostului Liceu Piarist
- Clădirea Primăriei vechi
- Colegiul Reformat
- Gara
- Hotelul Biasini
- Hotelul New York
- Palatul Primăriei
- Palatul Telefoanelor
- Prima cetate medievală a Clujului
- Turnul Pompierilor

## Edificii religioase
- Biserica Bob
- Biserica Calvaria
- Biserica cu Cocoș
- Biserica Evanghelică-Luterană
- Biserica Franciscană
- Biserica Minoriților
- Biserica Ortodoxă din Deal
- Biserica Piariștilor
- Biserica Reformată de pe Ulița Lupilor
- Biserica Reformată-Calvină din Orașul de Jos
- Biserica Romano-Catolică „Sfinții Petru și Pavel”
- Biserica „Sfântul Mihail”
- Biserica Unitariană
- Catedrala Greco-Catolică (în construcție)
- Catedrala Ortodoxă „Adormirea Maicii Domnului”
- Sinagoga Neologă
- Vechea reședință a iezuiților

Biserica Romano Catolică din cart. Someseni

## Monumente și statui
- Ansamblul monumental Matia Corvin
- Crucea de pe Cetățuie
- Grupul statuar Horea, Cloșca și Crișan
- Grupul statuar Școala Ardeleană
- Monumentul „Glorie ostașului român”
- Monumentul Memorandiștilor
- Monumentul Rezistenței Anticomuniste
- Monumentul Stâlpii Împușcați
- Obeliscul Carolina
- Statuia lui Avram Iancu
- Statuia lui Baba Novac
- Statuia ecvestră a lui Mihai Viteazul
- Statuia Fecioarei Maria
- Statuia Lupa Capitolina
- Statuia Sfântului Gheorghe

## Muzee
- Muzeul Apei
- Muzeul Arhiepiscopiei Ortodoxe
- Muzeul de Artă
- Muzeul Botanic
- Muzeul Etnografic al Transilvaniei
- Muzeul Farmaciei, singurul din țară
- Muzeul de Istorie al Universității Babeș-Bolyai
- Muzeul Memorial „Emil Isac”
- Muzeul de Mineralogie
- Muzeul Național de Istorie a Transilvaniei
- Muzeul de Paleontologie și Stratigrafie
- Muzeul de Speologie „Emil Racoviță”
- Muzeul Zoologic
- Vivariul, singurul din țară

## Palate
- Palatul Arhiepiscopiei Ortodoxe
- Palatul Babos
- Palatul Bánffy
- Palatul Beldi
- Palatul Berde
- Palatul Elian
- Palatul de Finanțe
- Palatul Jósika, poreclit „Casa cu picioare”
- Palatul de Justiție
- Palatul Poștei
- Palatul Prefecturii
- Palatul Reduta
- Palatul Regionalei de Căi Ferate
- Palatul Rhédey
- Palatul Széki
- Palatul Telefoanelor
- Palatul Teleki
- Palatul Toldalagi-Korda
- Palatul Urania
- Palatul Wass

## Parcuri și spații verzi
- Grădina Botanică „Alexandru Borza”, cea mai mare din România
- Parcul Central „Simion Bărnuțiu”
- Parcul Colina
- Parcul Engels
- Parcul Etnografic Național „Romulus Vuia”
- Parcul Feroviarilor
- Parcul „Ion Luca Caragiale”
- Parcul Între Lacuri
- Parcul Rozelor
- Parcul Sportiv Universitar „Prof. dr. Iuliu Hațieganu”
- Pădurea Hoia

## Piețe
- Piața 1848
- Piața 1907
- Piața 14 Iulie
- Piața 1 Mai
- Piața Abator
- Piața Avram Iancu
- Piața Baba Novac
- Piața Fraternității
- Piața Gării
- Piața Horea, Cloșca și Crișan
- Piața Ion Agârbiceanu
- Piața Karl Liebknecht
- Piața Lucian Blaga
- Piața Mărăști
- Piața Mihai Viteazul
- Piața Muzeului
- Piața Ștefan cel Mare
- Piața Timotei Cipariu
- Piața Unirii

## Poduri
- Podul Decebal
- Podul Elisabeta
- Podul Florești
- Podul Garibaldi
- Podul Horea